# Liste der Naturschutzgebiete im Landkreis Rottweil
Im Landkreis Rottweil gibt es 10 Naturschutzgebiete. Für die Ausweisung von Naturschutzgebieten ist das Regierungspräsidium Freiburg zuständig. Nach der Schutzgebietsstatistik der Landesanstalt für Umwelt, Messungen und Naturschutz Baden-Württemberg (LUBW)  stehen 437,31 Hektar der Kreisfläche unter Naturschutz, das sind 0,57 Prozent.
| Name                          | Bild | Kennung            | Einzelheiten | Position | Fläche Hektar | Datum         |
| ----------------------------- | ---- | ------------------ | --- | -------- | ------------- | ------------- |
| Albeck                        |      | 3.085 WDPA: 81259  | Sulz am Neckar Alte Schafweide mit sich anschließendem parkähnlichem Waldstück. Naturraum: Obere Gäue | ⊙        | 11,7          | 2. Aug. 1971  |
| Brandhalde                    | BW   | 3.116 WDPA: 81449  | Oberndorf am Neckar Teilbereich des oberen Neckartales. Naturhafte Landschaft von besonderer Eigenart und Schönheit, Lebensraum einer typischen Flora und Fauna mit zum Teil vom Aussterben bedrohten Arten. Naturraum: Obere Gäue | ⊙        | 9,9           | 10. Nov. 1981 |
| Kälberhalde                   |      | 3.133 WDPA: 163977 | Oberndorf am Neckar Wacholderheide mit einer für das obere Neckartal typischen Flora und Fauna. Naturraum: Obere Gäue | ⊙        | 4,1           | 6. Feb. 1984  |
| Mittlere Bollerhalde          |      | 3.149 WDPA: 164638 | Oberndorf am Neckar Wacholderheide als landschaftsbestimmendes Element mit seltenen und geschützten Tier- und Pflanzenarten. Naturraum: Obere Gäue | ⊙        | 3,1           | 4. Sep. 1985  |
| Neckarburg                    |      | 3.162 WDPA: 164768 | Rottweil Zwei Umlaufberge des Neckars samt gegenüberliegenden Hängen, landschaftsgeschichtliches Dokument; Lebensraum einer für das obere Neckartal typischen Flora und Fauna. Naturraum: Obere Gäue | ⊙        | 66,2          | 23. März 1988 |
| Schlichemtal                  |      | 3.194 WDPA: 165413 | Dietingen, Epfendorf Reich strukturiertes Gebiet des Schlichemtales mit Umlaufberg und schluchtartig in den Muschelkalk eingeschnittene Schlichemklamm als einzigartiges erd- und landschaftsgeschichtliches Dokument mit Felsbildungen, Steppenheiden, Schafweiden, Magerrasen, Feuchtwiesen und verschiedene Waldtypen, die Lebensraum für eine Vielzahl seltener und gefährdeter Tier- und Pflanzenarten sind. Naturraum: Obere Gäue                                      | ⊙        | 216,4         | 13. Okt. 1993 |
| Hungerbühl-Weiherwiesen       |      | 3.215 WDPA: 163831 | Sulz am Neckar Reich strukturiertes Gebiet mit Magerweiden, Streuobstbeständen, Hecken, Brachen, Schilfröhrichten, Großseggenrieden, Mähwiesen, bachbegleitenden Hochstaudenfluren und Saumgesellschaften. Naturraum: Obere Gäue. | ⊙        | 38,1          | 10. Jan. 1996 |
| Schwarzenbach                 |      | 3.226 WDPA: 165501 | Rottweil Vielfältig strukturierter Landschaftsteil mit extensiver land- und forstwirtschaftlicher Nutzung; anhand der miteinander vernetzten Biotopstrukturen, stellt das Gebiet einen bedeutenden Lebensraum für an Fließgewässer, extensiv genutztes Offenland und naturnahe Waldbestände gebundene Tier- und Pflanzenarten dar; es weist insbesondere seltene Muschel-, Krebs-, Fisch-, Vogel- und Säugetierarten auf. Naturraum: Vorland der westlichen Schwäbischen Alb | ⊙        | 40,4          | 15. Sep. 1996 |
| Dießener Tal und Seitentäler  |      | 3.249 WDPA: 320364 | Sulz am Neckar Verschiedene Wiesen- und Weidegesellschaften, die von naturnahen artenreichen Halbtrockenrasen bis zu Kohldistel-Glatthafer-Wiesen und bachbegleitenden Hochstaudenfluren reichen und Nahrungs-, Lebens- und Rückzugsräume einer außergewöhnlich reichhaltigen Insekten-, Kleinsäuger- und Avifauna sind. Naturraum: Obere Gäue. | ⊙        | 17,8          | 21. Dez. 1998 |
| Linsenbergweiher              |      | 3.256 WDPA: 82103  | Rottweil Landschaftsprägende Wacholderheide, Wasserflächen und Uferzonen mit Röhrichten als Lebensraum seltener und gefährdeter Vogelarten mit Großseggenrieden, Binsenrieden sowie feuchten und blumenbunten Wirtschaftswiesen. Naturraum: Obere Gäue. | ⊙        | 29,4          | 6. Okt. 1981  |
| Legende für Naturschutzgebiet |      |                    | |          |               |               |